# Tyge Hvass
Tyge Hvass (5. juli 1885 i Randrup – 4. september 1963 i København), var en dansk funktionalistisk arkitekt, som bl.a. tegnede Danmarkshuset og Den danske Kirke i Paris og Danmarks Hus i New York, villaer i Studiebyen og J.F. Willumsens Museum i Frederikssund. I løbet af sin karriere var han ofte manden, der skabte Danmarks arkitektoniske bidrag til flere verdensudstillinger i mellemkrigstiden.

## Uddannelse
Tyge Hvass var søn af jægermester Franciscus Tertius Hvass og væver Christine Cathrine Henriette Kopp. Han var murersvend i Aalborg, tog afgang fra Aalborg tekniske skole 1905 og blev optaget på Kunstakademiets Arkitektskole i København 1906. Han var ansat hos Anton Rosen 1908-16, var konduktør hos Hother Paludan på Aalborg Amtssygehus i en periode 1910-11, og hos Emanuel Monberg efter 1916. 1919 foretog han opmålinger på de tidligere Dansk-Vestindiske øer. Fra 1922 havde Hvass egen tegnestue.

## Udstillingsarkitekt
Tyge Hvass' virke lå i en årrække inden for udstillingsarkitekturen. Han var konduktør for Rosen på Danmarkspavillonen på Verdensudstillingen i San Francisco 1915 og konduktør for professor Kay Fisker ved opførelsen af den danske bygning på Verdensudstillingen i Paris 1925, arkitekt for den danske udstilling »Pressa« i Köln 1927 og for den danske udstilling på Brooklyn Museum, New York 1928 samt for den danske bygning på Verdensudstillingen i Barcelona 1929, Antwerpen 1930, Bruxelles 1935, Paris 1937 og New York 1939. Han var også arkitekt for mange udstillinger i Danmark, bl.a. Landbrugets jubilæumsudstilling 1938 og »Skibet« 1949.

## Hæder
Han modtog tre bygningspræmieringer fra Københavns Kommune og fire fra Gentofte Kommune. Han modtog Gerickes legat 1907, K.A. Larssens legat 1909, 1915 og 1925, Hors de concours ved Verdensudstillingen i Paris 1925, Theophilus Hansens Legat 1929, og i 1938 fik han Eckersberg Medaillen. Han blev udnævnt til æresborger i New York City 1939.
Han var formand for juryen i Kunstnersamfundets arkitektsektion fra 1943, medlem af bestyrelsen for Foreningen for Kunsthåndværk 1929-40 og af bestyrelsen for Tegne- og Kunstindustriskolen for Kvinder fra 1929 samt medlem af bestyrelsen for Foreningen til Hovedstadens Forskønnelse fra 1945. Han var Ridder af 1. grad af Dannebrog.
Han blev gift 27. juli 1926 i København med koncertsanger Dina Sidenius (26. november 1897 på Frederiksberg – 4. marts 1951 i Gentofte), datter af grosserer Christian Peter Carl Sidenius og Christine Ishøy.
Han er begravet på Mariebjerg Kirkegård.

## Værker
Enfamiliehuse
- Lundeskovsvej 26 & 31 i Studiebyen, Hellerup (1920-24)
- Hambros Allé 20, Hellerup (1923)
- Fortunvej 18, Charlottenlund (1927)
- Søllingsvej 6, Charlottenlund (1930)
- Helleruplunds Allé 15, Hellerup (1931)
- Theisvej 8, København S. (1931)
- Bloksbjerget 17, Klampenborg (1932)
- Dalgas Boulevard 46, Frederiksberg (1933)
- Heslehøj Allé 6, Hellerup (1933)
- Højstrupvej 2, Helsingør (1934)
- Lysagervej 4, Charlottenlund (1934)
- Parkovsvej 12, Gentofte (1934)
- Svanemøllevej 18, Ryvangen (1935)
- Kratvænget 11, Charlottenlund (1937)
- Bernstorffsvej 27, Hellerup (1938)
- Eget hus, Tuborgvej 99, Hellerup (1940)

Etageejendomme
- Vognmandsmarken, Østerbro, København (1933)
- Ved Volden, Christianshavn (1938, sammen med Henning Jørgensen)
- Store Vigerslevgård ved Damhusparken (1947-48)

Desuden:
- Ombygning af Øster Kapel, Bispebjerg Kirkegård (1930, nedrevet)
- Ombygning af herregården Ødemark (1935-36)
- Friluftsscene, Bellahøj (1938, siden ombygget til amfiteater af C.Th. Sørensen)
- Folkebygning, Københavns Sydhavn (1940)
- Restaurering af malerisalen, Moltkes Palæ, Dronningens Tværgade, København (1942)
- Landhusholdningsselskabets bygning, Rolighedsvej 26, Frederiksberg
- Det danske Sømandshjem, Antwerpen (1946-48)
- Idrætshøjskole, Sønderborg (1952)
- Det danske Hus og den danske Kirke i Paris (1952-55)
- Silo til Kongens Bryghus, nu Carlsberg-siloen, Vesterbro, København (1956-57, ombygget til lejligheder 1994-97)
- J.F. Willumsens Museum, Frederikssund (1954-57, tilbygning ved Theo Bjerg)
- Museumsbygning ved Æbelholt Klosterruin (1957)